# Imhotep (Pharao)
Imhotep ist ein altägyptischer König (Pharao) der 8. Dynastie (Erste Zwischenzeit).
Dieser Herrscher wird auf der Felsinschrift einer unter seiner Herrschaft von dem ältesten Königssohn und General Djati/Kaibefer angeführten 2500 Mann starken Expedition im Wadi Hammamat genannt. Eventuell ist er mit einem Königssohn Imhotep als Führer einer weiteren Expedition ins Wadi Hammamat gleichzusetzen. Diese hätte er dann jedoch vor seiner Herrschaft als König durchgeführt.